# 타키토

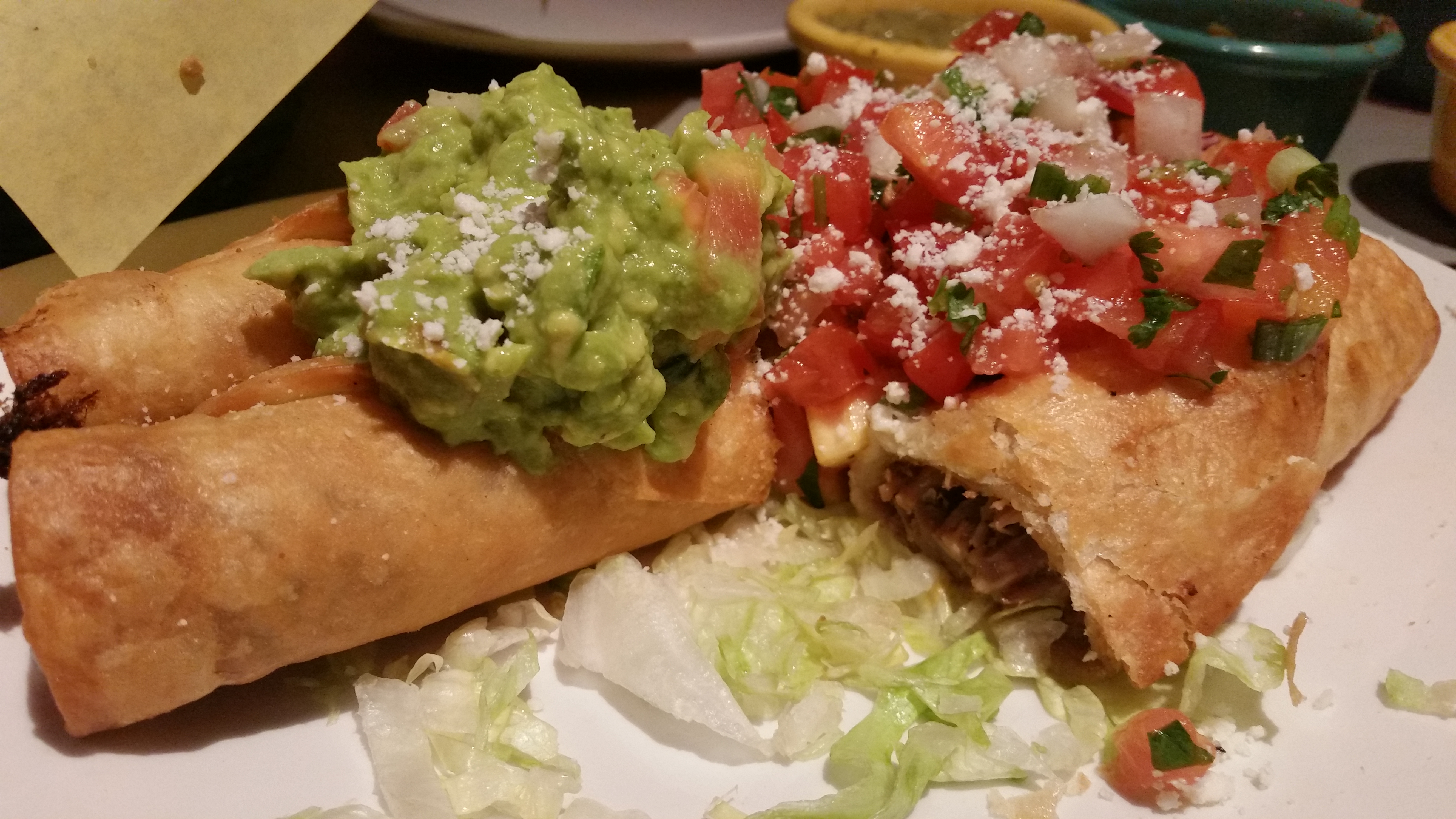
카르니타스 플라우타에 잭 치즈, 과카몰레, 살사 프레스카, 코티하 치즈를 곁들였다.

타키토(es, 스페인어로 "작은 타코"), 타코 도라도, 롤드 타코 또는 플라우타(es, 스페인어로 "플루트")는 일반적으로 쇠고기, 치즈 또는 닭고기를 포함한 속을 채운 작게 말린 토르티야로 구성된 멕시코 음식이다. 채워진 토르티야는 얕게 튀기거나 깊게 튀긴다. 이 요리에는 사워 크림과 과카몰레 같은 조미료가 자주 올라간다. 옥수수 토르티야는 일반적으로 타키토를 만드는 데 사용된다. 이 요리는 타키토보다 작은 타코가 더 클 때 플라우타로 더 일반적으로 알려져 있으며, 밀가루 또는 옥수수 토르티야로 만들 수 있다.

## 역사
타키토 또는 작은 타코는 1917년 뉴멕시코 스페인어 예비 용어집에서 "멕시코주의"라는 단어로 뉴멕시코에서 사용된 것으로 언급되었다. 타키토에 대한 현대적 정의는 1929년 미국의 멕시코인에 대한 청소년 독자층을 대상으로 한 이야기 책에서 롤드 토르티야 요리로 주어졌는데, 이 요리는 기차역 판매상들이 특히 인기 있는 상품으로 언급되었다. 타키토는 1932년 로스앤젤레스 학교 저널에 정의 없이 언급되었다.
남부 캘리포니아의 두 레스토랑은 타키토의 초기 발전에 기여한 공로를 인정받는다. 시엘리토 린도(Cielito Lindo)는 1934년 오로라 게레로(Aurora Guerrero)가 설립했으며 로스앤젤레스의 올베라 거리에 위치했다. 게레로의 딸은 로스앤젤레스에 체인점을 여는 데 그녀의 타키토 레시피를 사용했고, 곧 경쟁업체들도 비슷한 요리를 판매하기 시작했다. 샌디에고에서는 제2차 세계 대전 중 엘 인디오 멕시칸 레스토랑(El Indio Mexican Restaurant)이 타키토를 판매하기 시작했다. 당시 토르티야 공장주 랄프 페스케리아 시니어(Ralph Pesqueria Sr.)는 길 건너편 콘솔리데이티드 에어크래프트 컴퍼니 공장 직원들로부터 휴대용 점심 메뉴를 요청받았다. 멕시코 할머니의 레시피를 사용한 페스케리아는 이 요리에 "타키토"라는 단어를 도입한 공로를 주장했다.
타키토는 냉동식품으로 개발된 초기 멕시코 음식 중 하나였으며, 1976년까지 반 데 캠프(Van de Kamp's)에서 성공적인 냉동 타키토 제품을 출시했다. 미국 정부는 타키토에 최소 15%의 고기가 포함되어야 한다고 규정했다.
멕시코에서 판매되는 바삭하게 튀긴 타키토는 종종 타코스 도라도스("황금 타코") 또는 플라우타라고 불린다. 일반적인 토핑과 사이드 메뉴로는 양배추, 크레마(멕시코 사워 크림), 과카몰레, 녹색 고추 또는 빨간 고추 살사, 그리고 퀘소 프레스코와 같은 으깬 멕시코 치즈가 있다.
티후아나와 메히칼리의 멕시코 국경 도시에서 "타키토"는 롤드 타코 요리보다는 노점에서 판매되는 작은 타코를 의미한다.

## 같이 보기
- 부리토
- 멕시코 음식 목록
- 소를 넣은 음식 목록
- 토르티야 기반 음식 목록
- 룸피앙 상하이
- 타코